# Destrucción del patrimonio cultural de Tombuctú
La destrucción del patrimonio cultural de Tombuctú fue una serie de sucesos que tuvieron lugar en la ciudad histórica de Tombuctú (República de Malí) entre el 30 de junio de 2012 y enero de 2013 y que fueron perpetrados por grupos islamistas radicales, agrupados principalmente en las organizaciones Ansar Dine y Al Qaeda en el Magreb Islámico. La destrucción se produjo en el marco de la Rebelión Tuareg de 2012, cuando la ciudad cayó en manos de varias organizaciones islamistas, al tiempo que el Estado de Malí perdió el control de esta y de extensos territorios del país. La ciudad fue liberada por tropas de Francia y del gobierno de Malí a finales de enero de 2013, durante la intervención militar en el país.
Se destruyeron mezquitas, bibliotecas, mausoleos y otros edificios históricos de la ciudad, además de miles de manuscritos preislámicos y medievales que en ellos se guardaban. Los textos, considerados tesoros de sabiduría, hablaban del Islam, pero también de astronomía, música, anatomía o botánica, asuntos que los yihadistas desprecian por «impíos».

## Antecedentes del suceso

### Surgimiento del Azawad
La histórica región de Tombuctú pertenece oficialmente al territorio de la República de Malí. No obstante, desde principios de 2012, el Movimiento Nacional para la Liberación del Azawad (MNLA), una organización independentistas mayoritariamente tuareg, se alzó en rebelión contra el gobierno central con el apoyo de grupos islamistas como Ansar Dine, y el Estado de Malí fue perdiendo paulatinamente el control de la zona.

### Conquista de Tombuctú por los rebeldes tuaregs
Aprovechando la inestabilidad que imperaba en Malí tras el golpe de Estado de 2012 que desposeyó del poder al presidente Amadou Toumani Touré, los rebeldes asediaron las principales ciudades septentrinales del país. Tras un avance militar rápido y exitoso que les llevó a tomar numerosas localidades, los rebeldes lograron tomar la ciudad de Tombuctú el 1 de abril de 2012. Tras intensas horas de combates, Tombuctú caía en manos de los rebeldes.

### Ascenso y toma del norte por los islamistas
Las organizaciones islamistas de Ansar Dine, Movimiento por la Unidad y la Yihad en África Occidental (MUYAO) y Boko Haram, con la presencia interrumpida de Al Qaeda del Magreb Islámico, presentaron su apoyo a la rebelión. 
No obstante, desde la toma de Tombuctú comenzaron a aumentar las tensiones entre los nacionalistas tuareg de corte mayoritariamente secular y los rebeldes de inspiración islamista, especialmente en relación con las diferentes visiones sobre el modelo de estado a implantar en el territorio tomado de Azawad y la posible imposición de la Sharia. Las tensiones desembocaron en enfrentamientos armados, que llevaron a la toma por los islamistas de Ansar Dine y del MUYAO durante la Batalla de Gao de dicha ciudad el 27 de junio. La ofensiva islamista continuó. Para el 17 de julio de 2012, los rebeldes tuareg habían sido expulsados por su aliados. Así, el resultado inesperado del levantamiento tuareg y del colapso del Estado de Malí tras el golpe de Estado fue la creación de un mini estado fundamentalista islámico en el norte del país.

## Desarrollo
30 de junio
El 30 de junio de 2012, Sanda Ould Boumama, brazo derecho del jefe de Ansar Dine, informó del inicio de la destrucción de los 333 mausoleos de la ciudad, por considerar que los peregrinajes a estos lugares son "contrarios al islam":

Se es o no se es musulmán. Vamos a erradicar todos estos comportamientos impropios del islam, que tiene sus normas. Hemos luchado y lucharemos por aplicar la sharia en Malí.

El primer monumento en ser destruido fue el llamado "Monumento de la Independencia de Tombuctú", una antigua estatua ecuestre. Los yihadistas "decapitaron" al jinete y destruyeron la plaza que lo rodeaba.
Más tarde, los mausoleos de Sidi Mahmud y el de Sidi Moctar fueron demolidos. 
Testigos de la zona relataron a los medios de prensa los hechos:

“Un grupo de una treintena de soldados armados se acercaron al mausoleo de Sidi Mahmoud, lo rodearon, empezaron a gritar Allah Akbar, y con picos y azadas empezaron a golpearlo. Cuando el mausoleo cayó sobre la tumba, se dirigieron hacia otro cercano e hicieron lo mismo”.

Los habitantes de la ciudad consideraron alzarse contra los terrorristas, pero los sabios que regían la ciudad rechazaron la idea debido a que podían perder la vida.
2 de julio
El 2 de julio el número de mausoleos destruidos ascendió a 7, quedando en pie solo 9 de los 16 que originalmente existían. Los santuarios demolidos hasta la fecha eran los de Sidi Mahmud, Sidi Moctar, Alpha Moya, Sheij al Kebir y otros tres más.
Además, la entrada de la mezquita Sidi Yayia, una de las tres más importantes de la ciudad, fue derrumbada, debido a que los islamistas de Ansar Dine aseguraron que este santuario de siglos de antigüedad era una expresión de la versión local sufí del Islam en Tombuctú y justificaron la destrucción del monumento asegurando que esta rama del Islam es una herejía idólatra.
La puerta de la mezquita había permanecido siempre cerrada porque, según la creencia de los habitantes, el día que se abriese llegaría el fin del mundo. Derribando el muro que guardaba el portón, los terroristas quisieron demostrar que no iba a pasar nada.
23 de diciembre
El 23 de diciembre de 2012 se retomó la destrucción de los mausoleos de Tombuctú ya que, según uno de los jefes del grupo terrorista Ansar al Dine, ofendían a Alá. Durante este tiempo la situación en Malí siguió radicalizándose y la sharía se interpretó de forma cada vez más severa, hasta el punto de llevar a cabo amputaciones a la población como castigo.

## Reacción internacional
- Malí: el Gobierno de Malí condenó las profanaciones pero, debido a su debilidad estructural tras el golpe de Estado, fueron incapaces de tomar ninguna medida a este respecto.[9]
- España: El Ministerio de Asuntos Exteriores español calificó estos actos de "crímenes" contra el patrimonio cultural de Malí que atentan de manera irreversible contra "la historia y la memoria de un pueblo".[12]
- Francia: El ministerio galo de Exteriores consideró "intolerable" la destrucción de Tombuctú y condenó los actos perpetrados por los islamistas en el norte de Malí.[13]
- Rusia: El Ministerio de Asuntos Exteriores de Rusia expresó su “enérgica condena de los actos de vandalismo en Tombuctú” y destacó que es “otro motivo para consolidar los esfuerzos internacionales a fin de restablecer cuanto antes la integridad territorial de Malí y garantizar la legalidad y el orden en la totalidad de su territorio”.[14]
- Estados Unidos: El gobierno de EE. UU. condenó "rotundamente" la destrucción del patrimonio de la Humanidad.
- Comunidad Económica de los Estados de África Occidental: La CEDEAO pidió al Consejo de Seguridad de las Naciones Unidas que desplegase tropas en la región para poner fin al conflicto en Malí.[15]
- Unesco: La Unesco añadió a Tombuctú y a la Tumba de los Askia (también en Malí) a la lista de Patrimonio de la Humanidad en Peligro. El Comité del Patrimonio Mundial, reunido en sesión anual en la ciudad rusa de San Petersburgo, calificó de "crimen contra la historia" la destrucción de los mausoleos en Tombuctú y llamó a la comunidad internacional a impedir este atentado. "Este acto es un auténtico crimen contra la historia. Instamos a los Gobiernos, a las organizaciones internacionales, a las ONG y a todas las gentes de buena voluntad que no permitan que se borre de la faz de la Tierra estos monumentos históricos [...] En este momento está desapareciendo ante nuestros ojos uno de los lugares sagrados más antiguos de África", lamentó en declaraciones a la prensa la portavoz de la Unesco, Eleonora Mitrofánova.[16]
- Corte Penal Internacional: La CPI declaró que la destrucción de Tombuctú era un crimen de guerra y que se iba a proceder a investigar el suceso.[cita requerida]
- Asociación de líderes religiosos de Malí: esta organización maliense condenó lo que consideraba el "crimen de Tombuctú" y consideró "intolerantes" a los culpables.[cita requerida]
- Movimiento Nacional para la Liberación del Azawad: El MNLA aseguró que los islamistas minaron los alrededores de la ciudad para impedir que los tuaregs la socorriesen y que los terroristas radicales impedían huir a los habitantes de la zona mediante la violencia.[17]
- Unión Africana: La UA condenó en los "términos más enérgicos" la destrucción de los mausoleos y manifestó su preocupación por la situación humanitaria en el lugar.[18]
- Unión Europea: La Alta Representante de la Política Exterior europea, Catherine Ashton, condenó la "destrucción brutal y gratuita" de los monumentos de Tombuctú.[19]